# Kennedy Amutenya
Kennedy Given-love Vatileni Amutenya (ur. 15 lipca 1995 w Windhuku) – namibijski piłkarz grający na pozycji środkowego obrońcy. Od 2019 jest zawodnikiem klubu Gaborone United.

## Kariera klubowa
Swoją karierę piłkarską Amutenya rozpoczął w klubie United Africa Tigers. W sezonie 2014/2015 zadebiutował w jego barwach w pierwszej lidze namibijskiej. W debiutanckim sezonie zdobył z nim Puchar Namibii, a w sezonie 2015/2016 został mistrzem tego kraju. W 2017 roku wypożyczono go do botswańskiego Gaborone United. W 2019 roku przeszedł do tego klubu na stałe. Jesienią 2021 był wypożyczony do południowoafrykańskiego Cape Town Spurs FC. W sezonie 2021/2022 wywalczył z Gaborone United mistrzostwo, a w sezonie 2022/2023 - wicemistrzostwo Botswany.

## Kariera reprezentacyjna
W reprezentacji Namibii Amutenya zadebiutował 12 lipca 2022 w wygranym 2:0 meczu Pucharu CECAFA 2022 z Madagaskarem, rozegranym w Umlazi. W 2024 roku został powołany do kadry na Puchar Narodów Afryki 2023. Wystąpił w nim w czterech meczach: grupowych z Tunezją (1:0), z Południową Afryką (0:4) i z Mali (0:0) oraz w 1/8 finału z Angolą (0:3).